# Кирпичный (Ростовская область)
Кирпи́чный — хутор в Весёловском районе Ростовской области.
Входит в состав Верхнесолёновского сельского поселения.

## Население

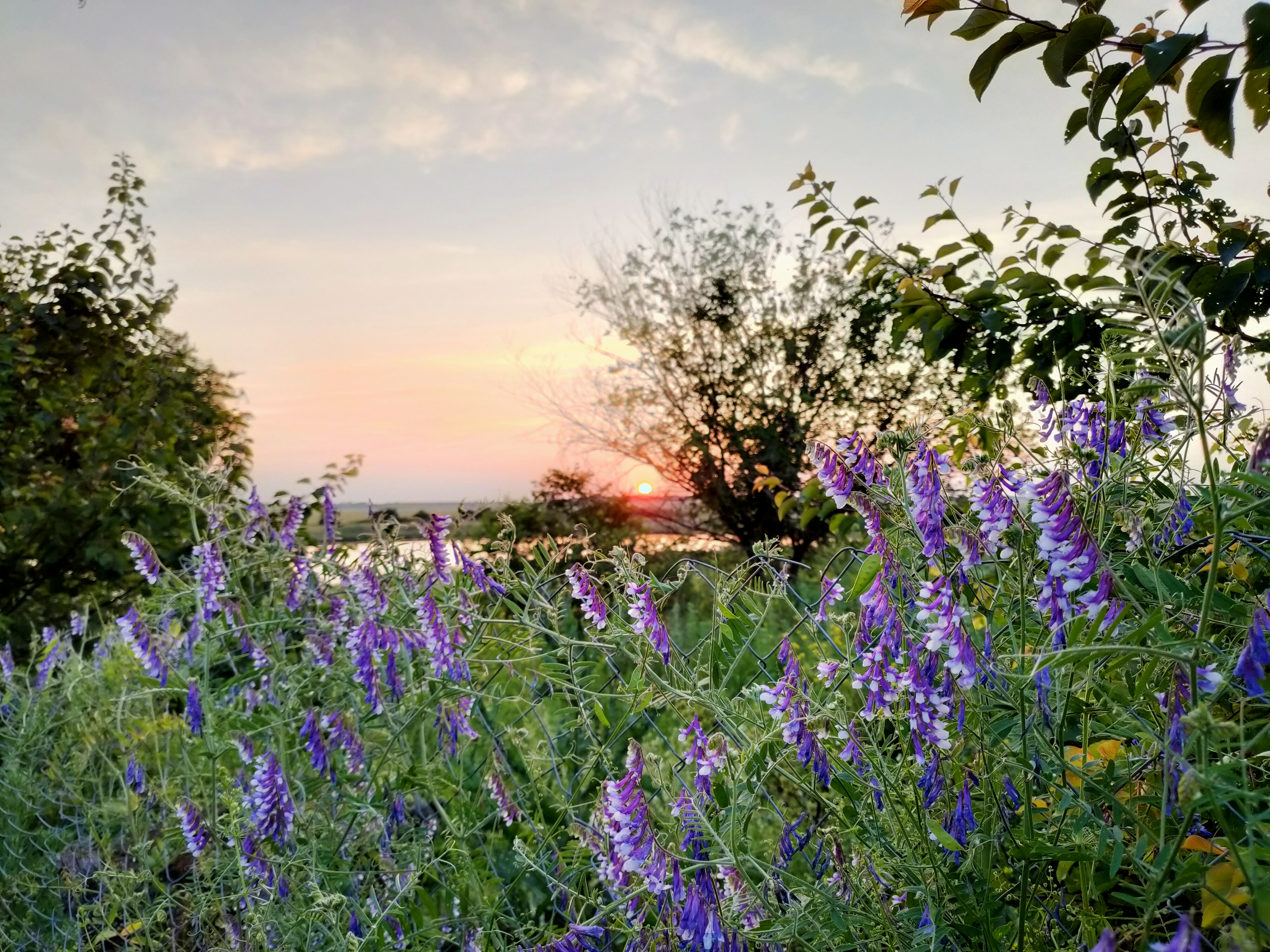

| 1989 | 2002 | 2010 |
| ---- | ---- | ---- |
| 85   | ↘59  | ↘44  |

## Улицы
На хуторе имеется одна улица: Прудовая.

## Инфраструктура
В 1,5 км восточнее хутора Кирпичный, на правом берегу реки Маныч, впадающей в Дон, имеется рыболовно-охотничья база «Высокая».